# Mesothisa gracililinea
Mesothisa gracililinea är en fjärilsart som beskrevs av W. Warren 1905. Mesothisa gracililinea ingår i släktet Mesothisa och familjen mätare. Inga underarter finns listade i Catalogue of Life.